# Lucie Albon
Pour les articles homonymes, voir Albon (homonymie).
Lucie Albon, née le 1er octobre 1977 à Poitiers, est une dessinatrice et autrice de bandes dessinées et de livres jeunesse. Elle a également mis en couleurs plusieurs albums. Elle réside dans la région lyonnaise et travaille à l'atelier « Le Bocal ». 

## Biographie
Lucie Albon a suivi la filière « arts appliqués » au lycée. Après le bac, elle suit des études aux Beaux-Arts, section BD, à Angoulême ; pendant cette période, elle participe à plusieurs ouvrages du collectif Choco Creed. Enfin, elle passe par l'École supérieure des arts décoratifs de Strasbourg, où elle a obtenu son diplôme d'illustration. Elle publie son premier album jeunesse en 2000, Les Contes de Meyose[source insuffisante]. En 2001, avec trois de ses condisciples des Arts décoratifs de Strasbourg, Albon se rend au Cambodge pendant sept mois à Siem Reap pour mener un « projet artistique avec des enfants sourds muets ». En 2003, le quatuor publie un carnet de voyage, Sept mois au Cambodge, chez Glénat. En 2009, elle co-crée l'atelier du Bocal.
En parallèle de ses activités d'illustration, elle intervient dans les écoles pour donner aux enfants des cours de peinture par les empreintes de mains, procédé qu'elle emploie pour la première fois dans Souris Lili, aux éditions de l'Élan vert. Dans cet esprit, elle fonde une collection d'album, « Du bout des doigts » et la série Les histoires dans la main. L'artiste, qui a éprouvé des difficultés scolaires en raison d'une dyslexie, apprécie de s'exprimer par le dessin. En revanche, dans les ouvrages pour adultes, l'illustratrice préfère la technique de la carte à gratter. Elle collabore avec le magazine Elle. En 2018, avec l'association Little Beaux-Arts, Albon participe à un « atelier de création "Street art" [...] pour les enfants hospitalisés, à l'Hôpital Femme-mère-enfant (HFME) de Bron ».
Elle est lauréate de la Villa Kujoyama 2009.

## Ouvrages
- 2000 : Les Contes de Meyose
- 2001 : Un lapin dans la main
- 2001 : Une gazelle dans la main
- 2002 : Choco Creed (collectif)
- 2002 : Un éléphant dans la main
- 2002 : Un chat dans la main
- 2003 : 7 mois au Cambodge (avec Chan Keu, Lisa Mandel et Sylvain-Moizie)
- 2003 : Un crocodile dans la main
- 2003 : Une oie dans la main
- 2005 : Le Vœu de Marc (avec Nicolas Wild et Boulet)
- 2006 : Dieu(x) et Idoles (collectif)
- 2007 : Le Vœu de Simon (avec Boulet)
- 2008 : Amour et désir (collectif)
- 2008 : Une gazelle dans la main (Nouvelle version)
- 2008 : Un zèbre dans la main
- 2010 : Souris Lili
- 2010 : Ça gratte !
- 2012 : L’invention des parents, texte Agnès de Lestrade, ill. Lucie Albon, Rouergue
- 2015 : Le Grand Ecart, texte Thomas Scotto,  ill. Lucie Albon, le diplodocus
- 2016 : Des villes à colorier, le diplodocus